# Andimeszk
Andimeszk (perski: انديمشك) – miasto w Iranie, w ostanie Chuzestan. W 2006 roku miasto liczyło 119 422 mieszkańców w 26 140 rodzinach.